# Милутин Обрадовић (математичар)
Милутин Ч. Обрадовић (Церовац, 15. септембар 1949) српски је математичар. 

## Образовање
Основну школу је завршио у Церовцу, а гимназију у Смедеревској Паланци. У гимназији се истакао на такмичењима младих математичара. Највише успеха имао је 1967. године, када је освојио прве награде на свим нивоима такмичења и био део екипе Југославије на 9. Међународној математичкој олимпијади, одржаној на Цетињу.
Студије математике уписао је 1968. године на Природно-математичком факултету Универзитета у Београду, одсек математика, а дипломирао 1972. На истом факултету је 1978. одбранио свој магистарски рад под називом „Множитељи аналитичких функција класе {\displaystyle H^{p}}“ (под руководством проф. Војина Дајовића), а докторирао 1984. са темом „Прилог теорији једнолисних функција“ (менторисао проф. Владимир Мићић). Специјализацију у трајању од пет месеци је обавио на Универзитету „Ломоносов“ у Москви 1981. године, а на једномесечном студијском боравку је био у Јапану 1988.

## Наставни и научни рад
По дипломирању 1972, Милутин се запослио у Математичкој гимназији у Београду, а 1975. прешао на Технолошко-металуршки факултет у Београду. У почетку, у својству асистента, је држао вежбања из Математике 1 и 2, док је за доцента изабран 1985. године. Ванредни професор постаје 1990., а редовни 1993. године. Као наставник држао је и предавања на постдипломским студијама. Учествовао је у извођењу наставе на одељењу факултета у Шапцу и Крушевцу (за потребе привреде). На Грађевински факултет у Београду споразумно прелази 2007. године и изводи наставу из Математике 1, 2 и 3, као и на докторским студијама. За свој педагошки рад је од студената стално добијао одличне оцене. Такође је наставио (са прекидима) сарадњу са Математичком гимназијом, у укупном трајању од 24,5 година. Пензионисан је 2014, али је и даље активан у домену своје науке.
Са колегама из струке учествовао је у издавању 12 књига (између осталог уџбеници и збирка задатака за средњу школу, уџбеник и разне збирке задатака за студенте техничких факултета, хемијски приручник). Милутин је узео учешћа на 55 научних конференција (углавном међународног карактера, од Јапана до Америке). На њима је излагао своје научне резултате и заједничке радове са својим сарадницима. Имао је и 11 пленарних предавања на конференцијама. Објавио је и преко 185 научних радова у разним часописима, углавном у иностранству (37 у Србији), који су цитирани преко 2100 пута. Неки од радова су објављени у истакнутим светским часописима. Што се науке тиче, Милутин Обрадовић се бави геометријском теоријом функција комплексне променљиве, посебно теоријом једнолисних функција. У тој области је сам или заједно са својим сарадницима дао значајан допринос. Од сарадника издвајају се S. Owa, M. Nunokawa, K. Sakaguchi (сви из Јапана), S. Ponnusamy (Индија), K. J. Wirths (Немачка), N. N. Pascu (Румунија), Z. Peng (Кина), Н. Тунески (Македонија). Поменута теорија има примене како и у другим областима из математике, тако и у физици, аеродинамици и хидродинамици. Био је један од најактивнијих учесника на пројектима расписиваних од стране Министарства за науку Републике Србије, међу чијим носиоцима је био и Математички институт САНУ.
Милутин је такође био активан у раду са младим математичарима (разне летње школе, члан Републичке комисије за такмичења био је 17 година), био је члан комисија за одбрану магистарских радова и докторских дисертација, једном је био и ментор за магистарски и докторски рад. Члан је уредништва у пет иностраних и једном домаћем математичком часопису. Рецензент је за многе иностране часописе. Два пута је боравио у Малезији као гостујући професор (Universiti Sains Malaysia у Пенангу). Тамо је одржао и два семинара из своје области за њихове докторанте и професоре. Био је и члан Стручног већа природно-математичких наука Универзитета у Београду у три мандата.

## Приватни живот
Ожењен је и има две кћерке, Веру и Ану. Супруга Мирјана је професор енглеског језика у Математичкој гимназији у Београду, а кћерке су доктори наука из технолошког инжењерства.